# Bonan (langue)
Pour les articles homonymes, voir Bonan (homonymie).
Le bonan (ou bao’an) est une  langue mongole parlée dans les provinces du Gansu et du Qinghai, en Chine par 6 000 Bonan.

## Phonologie
Les tableaux présentent les phonèmes du bonan, les voyelles et les consonnes.

### Voyelles
|         | Antérieure  | Centrale      | Postérieure |
| ------- | ----------- | ------------- | ----------- |
| Fermée  | i [i] y [y] |               | u [u]       |
| Moyenne | e [e]       | ə [ə] ə˞ [ə˞] | o [o]       |
| Ouverte |             | a [a]         |             |

### Consonnes
|               |               | Bilabiale | Dentale  | Latérale | Rétroflexe | Palatale | Alv.-palat. | Vélaire | Uvulaire | Glottale |
| ------------- | ------------- | --------- | -------- | -------- | ---------- | -------- | ----------- | ------- | -------- | -------- |
| Occlusives    | Sourdes       | b [p]     | d [t]    |          |            |          |             | g [k]   | ɢ [q]    |          |
| Occlusives    | Aspirée       | p [pʰ]    | t [tʰ]   |          |            |          |             | k [kʰ]  |          |          |
| Fricatives    | Fricatives    | f [f]     | s [s]    |          | ʂ [ʂ]      |          | ɕ [ɕ]       |         | χ [χ]    | h [h]    |
| Affriquées    | Sourdes       |           | dz [t͡s]  |          | dʐ [t͡ʂ]    |          | dʑ [t͡ɕ]     |         |          |          |
| Affriquées    | Aspirée       |           | ts [t͡sʰ] |          | tʂ [t͡ʂʰ]   |          | tɕ [t͡ɕʰ]    |         |          |          |
| Nasales       | Nasales       | m [m]     | n [n]    |          |            |          |             |         |          |          |
| Liquides      | Liquides      |           | r [r]    | l [l]    |            |          |             |         |          |          |
| Semi-voyelles | Semi-voyelles | w [w]     |          |          |            | j [ j]   |             |         |          |          |

## Morphologie

### Les numéraux
Les numéraux de un à dix du bao’an sont d'origine mongole:
| Un   | Deux | trois | quatre | cinq  | six     | sept  | huit   | neuf  | dix    |
| ---- | ---- | ----- | ------ | ----- | ------- | ----- | ------ | ----- | ------ |
| nəgə | ɢuar | ɢuraŋ | deraŋ  | tawuŋ | dʑirɢuŋ | doluŋ | nəimaŋ | iəsuŋ | harwaŋ |